# 麻坡關聖宮龍獅團
關聖宮龍獅團位於馬來西亞柔佛州麻坡市，成立於1988年1月22日，團長是陳忠興。

## 获得奖项
1992年獲得了在香港举辦的國際舞獅競標賽冠軍。關聖宮龍獅團獲得过36次世界冠軍，45次國內冠軍。